# Monophorus perversus
Monophorus perversus is een slakkensoort uit de familie Triphoridae. De wetenschappelijke naam werd gepubliceerd in 1758 door Carl Linnaeus in de tiende editie van Systema naturae.